# Chiretolpis ochracea
Chiretolpis ochracea là một loài bướm đêm thuộc phân họ Arctiinae, họ Erebidae.